# Сахту (регион)
Сахту (регион) (енгл. Sahtu Region) је административни регион у пет административних региона на северозападним територијама Канаде. Упоредо са регионом насеља описаним у Свеобухватном споразуму о потраживању земље Сахту Дене и Метис из 1993. године, 41,437 km2 (15,999 sq mi) Сахту је у заједничком власништву његових домородачких становника Сахтуа (Дене) и Метиса. Иако становништво региона претежно чине прве нације, значајно присуство неаутохтоних народа постоји у Норман Велсу, регионалној канцеларији,  основаној 1920. да опслужује једино нафтно поље на канадским територијама. Сматран је од виталног стратешког значаја током Другог светског рата у случају јапанске инвазије на Аљаску, нафтне ресурсе региона је експлоатисала војска Сједињених Држава са нафтоводом Канол, али пројекат никада није постао неопходан и на крају је радио мање од једног године.
Од напуштања Канол пројекта, развој унутар региона је ограниченији него на остатку територије. Иако су дуго постојали планови за цевоводе и аутопутеве који би паралелно водили реку Макензи кроз Сахту на путу ка Арктичком океану, истрага о цевоводу у долини Мекензи препоручила је да се стави мораторијум на изградњу док се не реше локални захтеви за земљиште домородачког становништва. До данас, ниједан пут за све временске услове не повезује Сахту са остатком Канаде, а суседна северноамеричка мрежа гасовода налази свој најсевернији крај у Норман Велсу, који је 1984. повезан са Зама Ситијем у Алберти. Копнени транспорт сезонски обезбеђује мреже зимских и ледених путева, док напуштена „рута Канол” сада чини део Транс Канада трејл система.

## Етимологија
Сахту је Дене назив за Велико медвеђе језеро, највеће језеро је целом површином у потпуности у Канади, а  се које налази у региону Сахту. Име такође користе становници Првих нација ове области да опишу себе и свој језик, народ Сахту Дене (историјски познат као Северни Слевеји или Харескинс). Даље су га усвојили Сахту Дене савет и Секретаријат Сахту, обе домородачке институције које деле административне одговорности са Владом северозападних територија у региону.

## Заједнице
Регија Сахту се састоји од пет заједница, без евидентираног сталног становништва ван њихових граница. Норман Велс, регионални главни град, основан је почетком 20. века у циљу експлоатације локалних налазишта нафте и има већинско неаутохтоно становништво. Остале заједнице Сахтуа су претежно прве нације.
| Заједнице    | Заједнице     | Заједнице                | Демографија (2016) | Демографија (2016)               | Демографија (2016)               | Демографија (2016)               | Демографија (2016)               |
| Име          | Име           | Врста                    | 2016.              | Профил абориџинског становништва | Профил абориџинског становништва | Профил абориџинског становништва | Профил абориџинског становништва |
| ------------ | ------------- | ------------------------ | ------------------ | -------------------------------- | -------------------------------- | -------------------------------- | -------------------------------- |
| Званично     | Традиционално | Врста                    | Укупно             | Први народи                      | Метиси                           | Инуит                            | Остали                           |
| Колвил лејк  | K'áhbamı̨́túé   | Корпорација за поравнање | 129                | 105                              | 0                                | 0                                | 25                               |
| Дилајн       | Délı̨ne        | Правна заједница         | 533                | 490                              | 25                               | 15                               | 75                               |
| Форт Гуд Хоп | Rádeyı̨lı̨kóé   | Правна заједница         | 516                | 430                              | 35                               | 30                               | 130                              |
| Норман велс  | Tłegǫ́htı̨      | Град                     | 778                | 250                              | 70                               | 25                               | 560                              |
| Тулита       | Tulı́t’a       | Насеље                   | 477                | 325                              | 55                               | 0                                | 135                              |